# Arroyo Grande
Arroyo Grande és una entitat de població de l'Uruguai, ubicada al sud-oest del departament de Flores, sobre el límit amb Colonia, Soriano i San José.
Es troba a 150 metres sobre el nivell del mar. Té una població aproximada de 263 habitants.